# Југослав Добричанин
Југослав Добричанин је рођен 9. марта 1956. године у селу Дешишка, код Куршумлије, у Србији (тада Федеративна Народна Република Југославија).

## Биографија
Југослав Добричанин је завршио Војну академију у Београду 1980. године и магистрирао на Филозофском факултету на одсеку за историју. Био је припадник ЈНА, Војске Југославије и Војске Србије од 1975. до 2006. године на више функција.
Предавао на катедри за војну историју и радио у Генералштабу.
Пензионисан је са дужности Команданта Војног одсека у Нишу у чину пуковника.
У мају 2007. године приступа реформистичкој странци. По његовим речима странци је приступио да би остварио суштинске интересе народа Србије.
Реформистичка странка га је кандидовала за Председника Србије на председничким изборима 2008. године. На овим изборима, одржаним 20. јануара 2008. године, освојио је 11.894 гласова или 0,29% од укупног броја изашлих гласача.
Ожењен је, и има две ћерке Бојану и Марију, обе студирају на Правном факултету у Нишу.